# ایوان کوارانتا
ایوان کوارانتا (ایتالیایی: Ivan Quaranta؛ زادهٔ ۱۴ دسامبر ۱۹۷۴) دوچرخه‌سوار اهل ایتالیا است.